# Armand Schiele
Armand Schiele (Colmar, 7 giugno 1967) è un ex sciatore alpino francese.

## Biografia
Specialista delle prove veloci originario di Ammerschwihr, Schiele debuttò in campo internazionale in occasione dei Mondiali juniores di Jasná 1985; in Coppa del Mondo ottenne il primo piazzamento il 10 dicembre 1989 a Val-d'Isère in supergigante (12º) e l'unico podio il 29 gennaio 1990 nelle medesime località e specialità (2º). Ai XVI Giochi olimpici invernali di Albertville 1992, sua unica presenza olimpica, non completò il supergigante; si ritirò durante la stagione 1994-1995 e la sua ultima gara fu la discesa libera di Coppa del Mondo disputata il 21 gennaio a Wengen (53º). Non ottenne piazzamenti iridati.

## Palmarès

### Coppa del Mondo
- Miglior piazzamento in classifica generale: 38º nel 1990
- 1 podio:
  - 1 secondo posto

### Campionati francesi
- 1 oro (dati parziali: combinata nel 1989)[senza fonte]